# Гидросульфит аммония
Гидросульфи́т аммо́ния — неорганическое соединение, кислая соль аммония и сернистой кислоты с формулой NH4HSO3, бесцветные кристаллы, хорошо растворимые в воде.

## Получение
- Насыщение диоксидом серы водного раствора аммиака:

{\displaystyle {\mathsf {NH_{3}+SO_{2}+H_{2}O\ {\xrightarrow {}}\ NH_{4}HSO_{3}}}}
- Насыщение диоксидом серы раствора сульфита аммония:

{\displaystyle {\mathsf {(NH_{4})_{2}SO_{3}+SO_{2}+H_{2}O\ {\xrightarrow {}}\ 2NH_{4}HSO_{3}}}}

## Физические свойства
Гидросульфит аммония образует бесцветные кристаллы,
хорошо растворимые в воде.

## Химические свойства
- При нагревании разлагается:

{\displaystyle {\mathsf {2NH_{4}HSO_{3}\ \xrightarrow {vacuum,70^{o}C} \ (NH_{4})_{2}SO_{3}+SO_{2}+H_{2}O}}}
{\displaystyle {\mathsf {16NH_{4}HSO_{3}\ \xrightarrow {150^{o}C} \ 6(NH_{4})_{2}SO_{4}+4NH_{3}+7SO_{2}+3S+10H_{2}O}}}
- Разлагается кислотами:

{\displaystyle {\mathsf {NH_{4}HSO_{3}+HCl\ \xrightarrow {} \ NH_{4}Cl+SO_{2}+H_{2}O}}}
- Реагирует с раствором аммиака:

{\displaystyle {\mathsf {NH_{4}HSO_{3}+NH_{3}\ {\xrightarrow {}}\ (NH_{4})_{2}SO_{3}}}}
- Медленно окисляется кислородом воздуха:

{\displaystyle {\mathsf {4NH_{4}HSO_{3}+O_{2}\ \xrightarrow {} \ 2(NH_{4})_{2}SO_{4}+2SO_{2}+2H_{2}O}}}

## Применение
- В больших количествах расходуется в химической промышленности для производства капролактама.
- Как источник чистого диоксида серы.
- Для производства дубильных экстрактов в кожевенной и гидролизной промышленности.